# 緒形敦
緒形 敦（おがた あつし、1996年〈平成8年〉6月20日 - ）は、日本の俳優。
神奈川県出身。スターダストプロモーション制作1部所属。父は俳優の緒形直人、母は女優の仙道敦子、祖父は俳優の緒形拳、伯父は俳優の緒形幹太、弟はモデルで俳優の緒形龍。

## 略歴
俳優の緒形直人と女優の仙道敦子夫妻の間に長男として誕生。幼いころから絵や音楽が好きで、ファッションデザイナーを夢見たこともあった。中学卒業と同時に米国の高校に留学し、卒業後は現地の芸術系大学への進学が決まっていたものの大学進学と俳優との選択に悩み、進路をあらためて考え直した時に「早く何かに全力で取り組みたい」「本気でやりたいと思ったのが俳優だった」として帰国する。
2016年に自身の出自を明かさぬまま憧れの俳優・山田孝之の所属するスターダストプロモーションのオーディションを受けて合格。1年間演技レッスンを積み、父・緒形直人と同じ21歳でテレビドラマ『陸王』（TBS）にて俳優デビューを果たした。12月放送の『陸王・ダイジェスト』ではナレーションにも初挑戦した。
2019年にはオーディションを経てAmazon Prime Videoの配信ドラマ『MAGI -天正遣欧少年使節-』に出演、共演シーンこそなかったものの、父・緒形直人と初めて同じ作品に出演した。

## 人物
特技は英語、サッカー、サーフィン、アート全般。
米国の4年制の高校で学んだことから英語が堪能で、TOEFLのスコアは120点満点で100点以上。
サッカーは小学校から高校まで続け、ポジションはトップ下。小学校時代はJリーグ横浜F・マリノスの下部組織に所属、高校時代には米国東海岸の選抜メンバーに選出された。
高校時代は長期休暇中にボストンの寮を出てニューヨーク・ハーレム出身のルームメイトの実家に滞在し、街中にあふれるアート、音楽、ファッションなどニューヨークの最先端の文化に触れた。街中ではカメラを常に携行して目についた被写体を撮影し、フォトショップを用いて自作の絵と組み合わせポップなアート作品を制作していた。

## 出演

### テレビドラマ
- 陸王（2017年10月15日 - 12月24日、TBS） - 広樹 役[5][6][7][8][9]
- 盤上のアルファ〜約束の将棋〜 第3回・最終回（2019年2月17日・24日、NHK BSプレミアム） - 稲盛雄大 役
- 大河ドラマ いだてん〜東京オリムピック噺〜 第43回・第44回（2019年11月17日・24日、NHK総合） - 陸上選手B 役
- エ・キ・ス・ト・ラ!!!（2020年1月17日 - 3月20日、カンテレ） - スタッフ 役
- 朗読ドラマ リアルプリンセス 第2回「ラプンツェル」（2020年8月28日、NHK総合） - 王子 役
- 相棒 Season19 元日スペシャル「オマエニツミハ」（2021年1月1日、テレビ朝日） - 峯田達郎 役
- エージェントファミリー〜我が家の特殊任務〜（2021年3月22日、カンテレ）
- WOWOWオリジナルドラマ 出会い系サイトで70人と実際に会ってその人に合いそうな本をすすめまくった1年のこと 第6話（2021年4月30日、WOWOW）
- 大豆田とわ子と三人の元夫 第8話（2021年6月1日、カンテレ・フジテレビ系）
- 刑事7人 SEASON7 第3話（2021年7月21日、テレビ朝日） - 熊谷智 役
- オリバーな犬、 (Gosh!!) このヤロウ（2021年9月17日 - 10月1日、NHK総合） - 道一 役[13]
- WOWOW開局30周年記念 連続ドラマW 宮部みゆき「ソロモンの偽証」（2021年10月3日 - 11月21日、WOWOW） - 橋田祐太郎 役
- 新・信長公記〜クラスメイトは戦国武将〜 第2話（2022年7月31日、読売テレビ・日本テレビ系） - ジャージーマン 役
- 一橋桐子の犯罪日記 第1話（2022年10月8日、NHK総合） - コンビニの客 役

### 配信ドラマ
- MAGI -天正遣欧少年使節-（2019年1月17日、Amazon Prime Video） - 千々石ミゲル 役[11]
- 七夕の国 第7話（2024年7月18日、Disney+ スター） - 増元の部下 役
- 【推しの子】（2024年11月28日、Amazon Prime Video） - 川口孝助 役

### テレビ番組
- 沸騰!地球アツベンチャー ～日本の未来を探す旅～（2024年6月2日、中京テレビ） - 旅人[14]

### 映画
- 劇場版 ルパンの娘（2021年10月15日、東映）
- LOVE LIFE（2022年9月9日、エレファントハウス） - 坪井義博 役
- レジェンド&バタフライ（2023年1月27日、東映）
- ら・かんぱねら（2025年1月31日、イオンシネマ佐賀大和にて先行公開 / 5月9日、ユーロスペースにて公開） - 徳田優斗 役[15]
- やがて海になる（2025年10月24日公開予定、ムービー・アクト・プロジェクト）[16]
- そこにきみはいて（2025年11月28日公開予定、日活）[17]

### 舞台
- カノン（2021年9月1日 - 5日、東京芸術劇場 シアターイースト / 9月17日、高崎芸術劇場 スタジオシアター） - 穴子郎 役[18][注釈 1]
- 富山のはるか「バーン・ザ・ハウス」（2022年11月17日 - 20日、シアター・バビロンの流れのほとりにて） - 主演・大槻ヨダカ 役[21]
- 踊り部 田中泯「外は、良寛。」（2022年12月16日 - 18日、東京芸術劇場 プレイハウス） - 黒衣の男たち 役[22]
- 東京演劇道場 第二回公演「わが町」（2023年1月25日 - 2月8日、東京芸術劇場 シアターイースト）[23]
- ル・ゲィ・マリアージュ～愉快な結婚（2023年3月31日 - 4月16日、六本木トリコロールシアター） - ノルベール 役[24]
- 東京演劇道場「ワーク・イン・プログレス / Dojo WIP」『淋しいおさかな』（2023年11月22日 - 26日、東京芸術劇場 シアターイースト） - やせ犬、ぼうぼうの草 役[25][注釈 2]
- Madada Inc. オドリ田中泯 ＋ ∞“微笑みの星に立つ ホホエミノホシニタツ”（2024年12月25日 - 28日、THEATRE E9 KYOTO） - 1日だけの人間 役
- KASSAY 第16回公演「五瓣の椿」（2025年2月14日 - 16日、三越劇場） - 中村菊太郎 役[28]

### CM
- クボタ「壁がある。だから、行く。For Smiles./ミャンマー」篇（2019年3月20日 - 2021年9月） - 主演・翔太 役[29]
- OYO LIFE 暮らしに新しい選択肢を「初めての一人暮らし・シェアハウス解散・エリアお試し」編（2020年）
- 日本コカ・コーラ ジョージア「あれ、何してるの?」篇（2021年9月6日 - 2クール）
- キリンビール 一番搾り「岸谷五朗 森川葵 部下に教えられる篇」（2024年7月1日 - ）

### PV
- chef's「ブランニュース」（2025年3月18日）- 監督 オカダワタル(stacks)